# Karl Söderholm
Karl Gustaf Söderholm, född 9 december 1859 i Lovisa, död 17 juni 1948 i Pernå, var en finländsk jurist och politiker (Svenska folkpartiet). Han var far till Kerstin Söderholm. 
Söderholm blev student 1877, filosofie kandidat 1882 och juris kandidat 1886. Han blev kanslist i Senatens justitieexpedition 1893, protokollssekreterare i justitiedepartementet 1897, var 1898–1914 ledamot av lagberedningen och utnämndes 1917 till president i Vasa hovrätt, där han tidigare varit hovrättsråd. Han var justitieminister 1918–1919, 1920 och 1930–1931. Åren 1923–1929 var han president i Högsta förvaltningsdomstolen. År 1927 blev han filosofie hedersdoktor vid Åbo Akademi, där han 1933–1941 var kansler. 
Söderholm tillhörde folkrepresentationen som medlem av borgarståndet 1904–1905 och 1905–1906 samt som medlem av enkammaren 1907–1913 och 1917 (oftast medlem och ordförande i lagutskottet). Åren 1910–1912 var han vice talman. Även bankfullmäktige tillhörde han (1912–1916).